# Каневски рејон
Каневски рејон (рус. Каневской район, до 2009. рус. Каневский район) административно-територијална је јединица другог нивоа и општински рејон смештен на северозападу Краснодарске Покрајине, на крајњем југозападу европског дела Руске Федерације.
Административни центар рејона је станица Каневскаја.
Према подацима националне статистичке службе Русије за 2017. на територији рејона живело је 103.713 становника или у просеку око 41,7 ст/km². По броју становника налази се на 15. месту међу административним јединицама Покрајине. Површина рејона је 2.483 km².

## Географија
Каневски рејон се налази у северозападном делу Краснодарске Покрајине и обухвата територију површине 2.483 km². Пета је по величини општинска јединица у Покрајини. Граничи се са Јејским рејоном на северозападу, на северу су Шчербиновски и Староминшки рејон, на североистоку је Лењинградски, на истоку Павловски, Брјуховечки на југу и Приморско-ахтарски рејон на југозападу. На западу излази на обале Азовског мора, односно на источну обалу његовог Бејсушког лимана.
Рејонска територија је доста ниска и равна, а на крајњем западу у приобалном подручју и јако замочварена. Рејоном теку бројне реке, углавном у смеру исток-запад, а највеће међу њима су Бејсуг, Челбас и Албаши.

## Историја
Као политичко-административна јединица, Каневски рејон је званично успостављен 2. јуна 1924. као један од општинских рејона тадашњег Донског округа Југоисточне области. Пар месеци касније прелази у састав Северо-кавкаске покрајине, а од 1934. и азовско-црноморске покрајине. У саставу Краснодарске покрајине је од 13. септембра 1937. године.

## Демографија и административна подела
Према подацима са пописа становништва из 2010. на територији рејона живело је укупно 102.624 становника, док је према процени из 2017. ту живело 103.713 становника, или у просеку око 41,7 ст/км². По броју становника каневски рејон се налази на 15. месту у Покрајини.
| 1959.  | 1970.  | 1979.  | 1989.  | 2002.   | 2010.   | 2017.    |
| ------ | ------ | ------ | ------ | ------- | ------- | -------- |
| 64.606 | 87.021 | 85.659 | 88.415 | 102.245 | 102.624 | 103.713* |

Напомена:* Према процени националне статистичке службе. 
На територији рејона налази се укупно 35 насељених места административно подељених на 9 другостепених руралних општина. Административни центар рејона и његово највеће насеље је станица Каневскаја у којој је живело око 45.000 становника.